# Road Trippin'
"Road Trippin'" é uma canção da banda norte-americana de rock alternativo Red Hot Chili Peppers a partir de seu álbum de 1999, Californication. O single foi lançado apenas na Europa. Um videoclipe da música também foi feita.
A canção fala de uma viagem ao longo da Pacific Coast Highway, em que o vocalista Anthony Kiedis, o guitarrista John Frusciante e o baixista Flea surfaram no Big Sur após o regresso de Frusciante à banda.
A música é totalmente acústica, e é uma das poucas faixas dos Peppers  que não utiliza bateria,  assim Chad Smith, só aparece brevemente no final do clipe, que chega em um barco.

## Músicas do single
Road Trippin' Single CD1
1. "Road Trippin'" (Versão do álbum) - 3:26
2. "Quixoticelixer" - 4:48

Road Trippin' Single CD2
1. "Road Trippin'" (Versão do álbum) – 3:26
2. "Californication" (ao vivo) – 6:03
3. "Blood Sugar Sex Magik" (ao vivo) – 4:21
4. "Road Trippin'" (Video)

Road Trippin' Single CD3
1. "Road Trippin'" (versão do álbum) – 3:26
2. "Under the Bridge" (ao vivo) – 4:28
3. "If You Have to Ask" (ao vivo) – 5:21

Road Trippin' Single CD4
1. "Road Trippin' (versão do álbum)"
2. "Californication" (ao vivo) – 6:03
3. "Blood Sugar Sex Magik" (ao vivo) – 4:21
4. "Under the Bridge" (ao vivo) – 4:28